# Катериновка (Криничанский район)
Катериновка (укр. Катеринівка) — село,
Кудашевский сельский совет,
Криничанский район,
Днепропетровская область,
Украина.
Код КОАТУУ — 1222083504. Население по переписи 2001 года составляло 65 человек.

## Географическое положение
Село Катериновка находится на расстоянии в 0,5 км от посёлка Сорокопановка и в 1,5 км от сёл Благословенная и Поляна.
Рядом проходит железная дорога, станция Сорокопановка в 1-м км.